# Cortes de Barcelona (1503)
Las Cortes de Barcelona de 1503 fueron convocadas por Fernando II y se celebraron entre el 26 de abril y el 28 de noviembre de 1503.
El 22 de julio se eligieron nuevos diputados para la Generalidad y Ferrer Nicolau de Gualbes i Desvalls reemplazó a Alfonso de Aragón como presidente.
En agosto se concedió un donativo al rey de 200 000 libras de las que 130 000 correspondían al pago de 200 hombres de armas y 200 jinetes durante tres años. El dinero salió de un fogaje.
Se acordó crear un nuevo derecho de entrada sobre la canamasseria, si bien no entró en funcionamiento hasta 1506.
| Predecesor: Cortes de Tortosa (1495) | Cortes Catalanas 1503 | Sucesor: Cortes de Monzón (1510) |